# Sarcoptilus grandis
Sarcoptilus grandis är en korallart som beskrevs av Gray 1848. Sarcoptilus grandis ingår i släktet Sarcoptilus och familjen Pennatulidae. Inga underarter finns listade i Catalogue of Life.